# 海口生活館

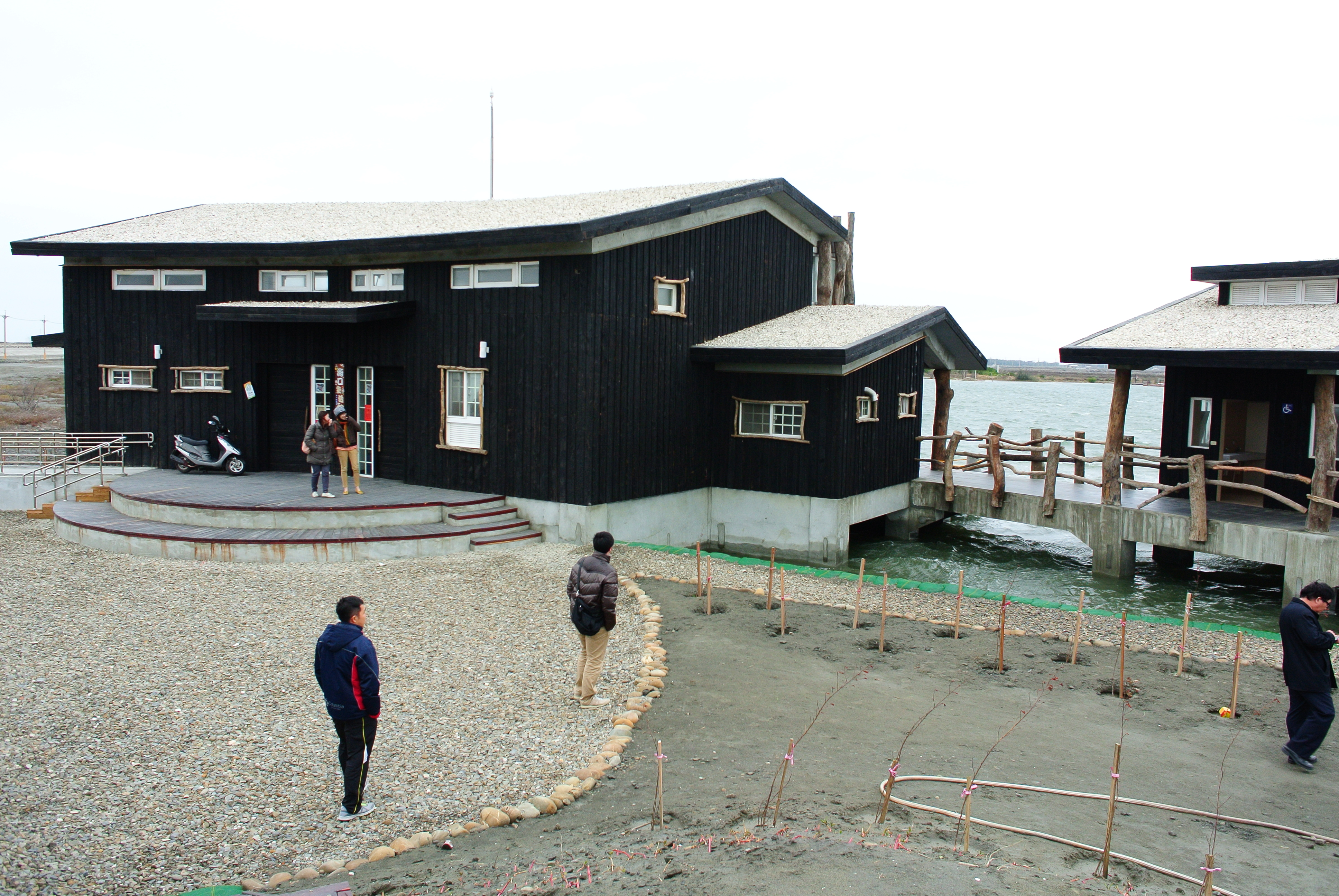
海口生活館

海口生活館是位於臺灣雲林縣台西鄉台西海園觀光區園區內的展覽館，因環境類似《咆哮山莊》中描述荒涼、孤寂的感覺，被前縣長蘇治芬稱為「台灣版咆嘯山莊」，於2014年2月15日開幕。海口生活館是雲林縣政府舉行農業博覽會的百大亮點之一，以海洋知識、環境教育以及供遊客體驗漁人的生活為原則進行設計。臨近雲林離島式基礎工業區。

## 歷史
- 2014年2月15日，舉行開幕啟用典禮，由雲林縣長蘇治芬、名設計師林國基等人一同剪綵。[4]
- 2016年6月9日，海口生活館利用早年漁民出海用的膠筏來舉辦「第一屆海口杯撐膠筏」比賽，傳承撐筏技巧[1][7]
- 2017年5月28日，舉辦「第二屆海口杯撐膠筏」比賽 。[8]
- 2020年6月，契約到期，暫時停止營運。[9]並於同年12月15日開設文物展重新營運。[10]
- 2021年5月18日，因應嚴重特殊傳染性肺炎疫情影響及配合中央流行疫情指揮中心暨雲林縣政府防疫措施，休館至同年6月14日。（2022年5月造訪，仍停止營業狀態。[11]）

## 建築設計

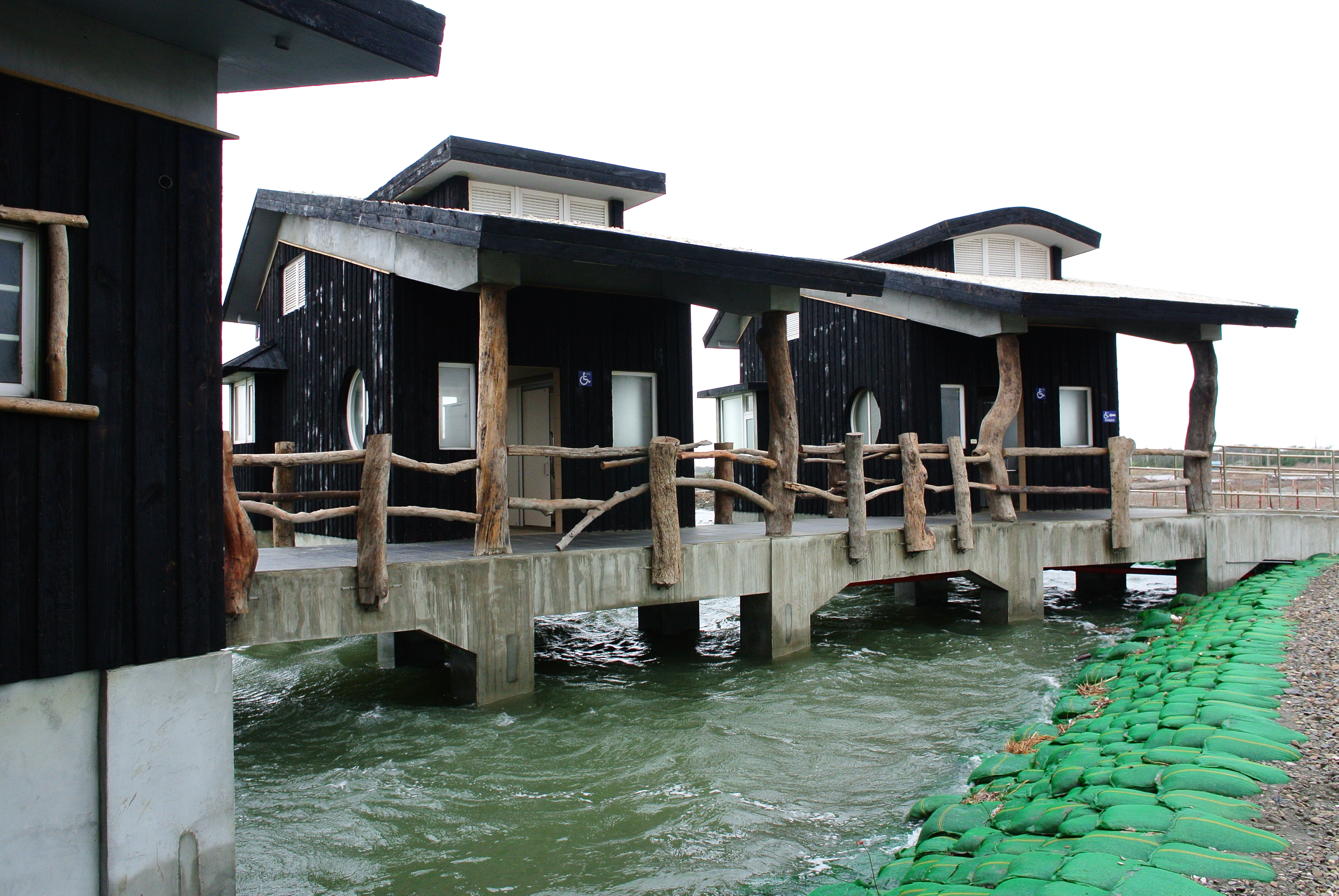
海口生活館的高腳屋設計

台西海口生活館運用高腳屋設計，將建築建立在水面上，這是因應台西海園內因海水倒灌，容易形成水面上升，避免建築物淹水的措施；屋頂則採用牡蠣殼，可有效減少因酸雨造成的建築損害，從中達成酸鹼中和的效果；外牆的木頭設計則運用烤過的木板建成牆壁，也是考慮到可以防蟲蛀的效果。館旁的三艘漁船當初為高雄港的廢棄漁船，經過臺西國小學生彩繪後則作為觀景台之用。漁船後方還有雲林沿海唯一的親子戲沙池，廣受歡迎。

## 館方行政

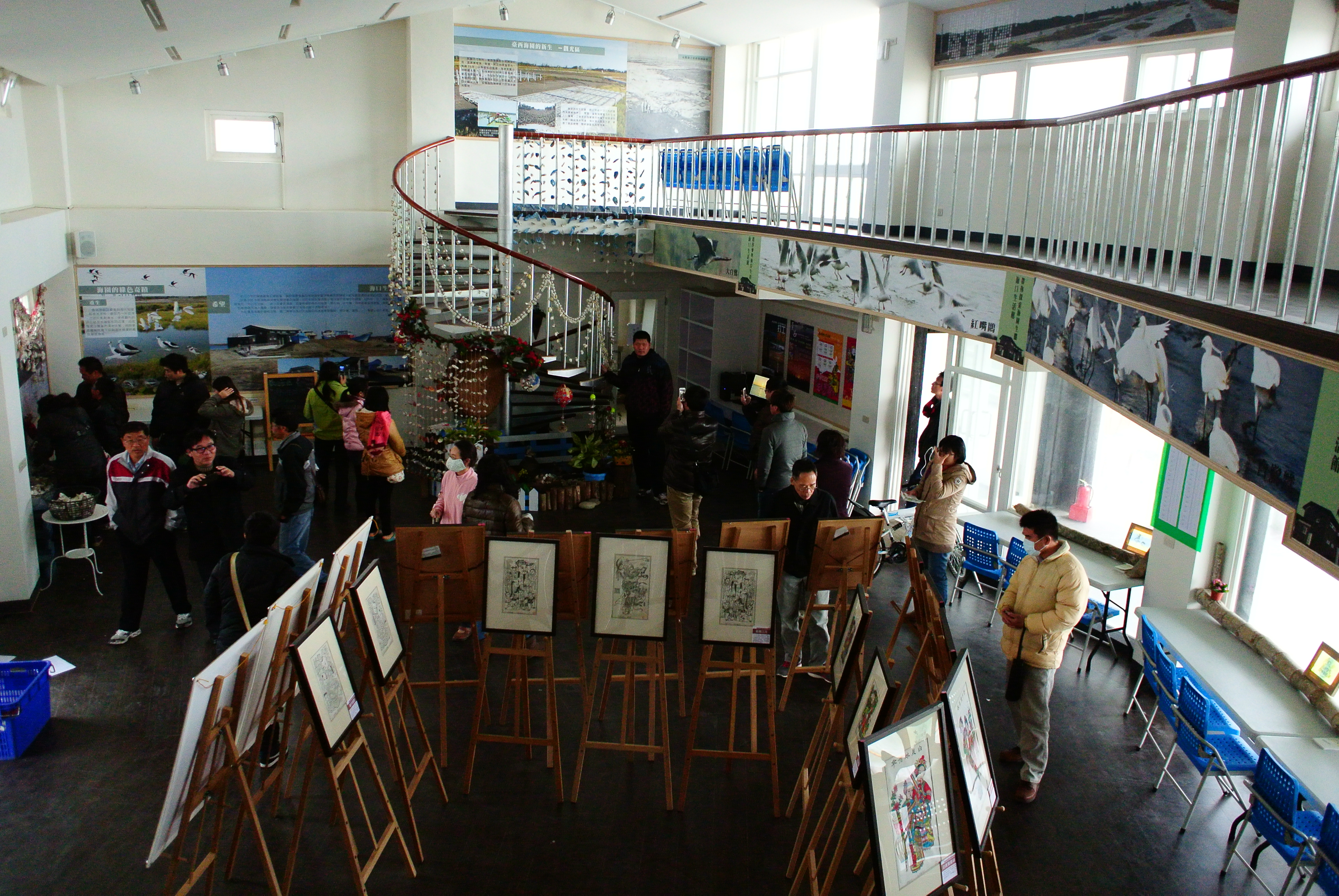
海口生活館內部。

海口生活館場館為雲林縣政府所有，並委託雲林縣立臺西國民小學管理，台西國小每年會招標委外經營。

## 外部連結
- YouTube上的雲林台西海口生活館啟用（繁體中文）
- 台西海口生活館的Facebook專頁